# Louis Prijs

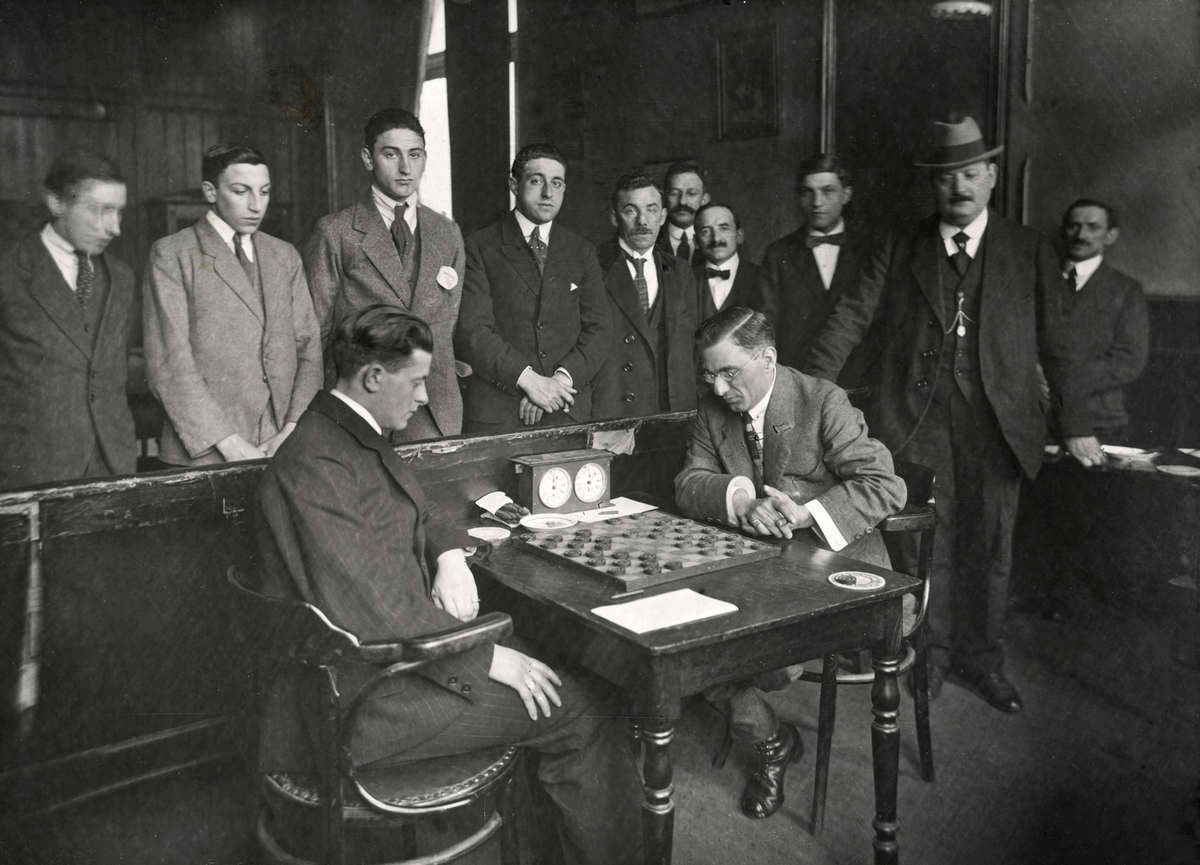
L. Prijs (links) in 1920 tegen H. Koperberg tijdens een vierkamp waar ook M. Fabre en J. Swart aan meededen.

Louis Prijs (15 augustus 1896 -  26 mei 1980) was een Nederlandse dammer die in 1920 Nederlands kampioen dammen werd. Prijs is nationaal meester.

## Nederlands kampioenschap
Prijs deed 3 keer mee aan het Nederlands kampioenschap. Hij behaalde eenmaal, in 1920, de eerste plaats. De volledige resultaten van Prijs tijdens het Nederlands kampioenschap:
- NK 1919 - gedeelde vijfde met 9 punten uit 9 wedstrijden.
- NK 1920 - eerste plaats met 13 punten uit 9 wedstrijden.
- NK 1921 - gedeelde vijfde plaats met 6 punten uit 7 wedstrijden.